# 梅姆德·埃明·拉蘇爾扎德
梅姆德·埃明·拉蘇爾扎德（1884年1月31日—1955年3月6日），阿塞拜疆政治家、记者，阿塞拜疆国民大会主席，主张并支持阿塞拜疆自治和独立，参与创建阿塞拜疆平等党和阿塞拜疆民主共和国，早年曾帮助过斯大林逃脱逮捕，在三月事件中领导了反对布尔什维克的斗争。